# Исмаиљ Ћемали
Исмаиљ Ћемали (алб. Ismail Qemal Bej Vlora; Валона, 16. октобар 1844 — Перуђа, 24. јануар 1919), албански политичар и државни функционер у Османском царству који се борио за идеје албанског народног препорода и имао најважнију улогу у декларисању независности Албаније 28. новембра 1912, и вођењу такозване Привремене владе Албаније.

## Биографија
Исмаиљ Ћемали је рођен у Валони 16. јануара 1844. Основну школу је завршио у Валони, а гимназију Зосимаја у Јањини. После завршетка гимназије у Јањини Ћемали се 1859. преселио у Истанбул у којем је почео да ради у државној управи Османског царства у којој је напредовао све до положаја гувернера неколико градова на Балкану због тесних веза са високорангираним османским државним функционером Мидхат-пашом. Када је Мидхат-паша смењен са својих функција 1877. Исмаиљ Ћемали је прекомандован да ради у државној управи у Анадолији. Касније, султан га поставља за гувернера Бејрута. Због тога што је поново пао у немилост султана Исмаиљ Ћемали се у мају 1900. укрцао на јахту британског амбасадора и тражио азил. Током наредних осам година је живео у егзилу борећи се за промене у Османском царству и да унапреди положај Албанаца у оквиру Османског царства. После Младотурске револуције постао је посланик (изборна јединица Берат, Албанија) у обновљеној Скупштини Османског царства, на месту председника Умерено Либералне Партије основане у новембру 1909. године. Ова партија није била национална, већ је била сачињена од припадника различитих националности заступљених на територији Османског царства (Албанаца, Хришћана, чак и Турака). Кад је током 1909. дошло до побуне против Младотурака, Исмаиљ Ћемали је накратко био председник Османске Националне Скупштине али је након дан-два протеран из Османског царства заувек. После протеривања се посветио борби за идеје албанског народног препорода.

## Декларација о независности Албаније
Исмаиљ Ћемали је имао најважнију улогу у декларисању независности Албаније 28. новембра 1912, и вођењу такозване Привремене владе Албаније. Познат је и по томе што је по декларисању независности Албаније изашао на терасу двоспратне зграде у Валони и махао црвеном заставом са црним двоглавим орлом пред неколико стотина окупљених Албанаца.

## Улога у првим сукобима Албаније и Србије
У време када је декларисана независна Албанија у Валони, на територији данашње Албаније је било око 20.000 косовскометохијских качака који су се повукли пред војском Краљевине Србије током Првог балканског рата. Они су за успели да придобију наклоност и тајну подршку Исмаиља Ћемалија за своје намере да по наоружавању (финансираном од стране Аустроугарске) и извршеној обуци (у организацији ВМРО) изврше упад у Краљевину Србију. После Другог балканског рата члан ВМРО Милан Матов, пореклом Албанац, боравио је у Албанији у Елбасану у циљу обезбеђивања подршке за планирани Охридско-дебарски устанак и тражио подршку Исмаиља Ћемалија. Исмаиљ Ћемали није смео да му пружи јавну и отворену подршку јер је сматрао да је Албанија превише слаба да би се отворено конфронтирала са Краљевином Србијом, али је дозволио да Аустроугарска и Бугарска увуку Албанију у сукоб са Краљевином Србијом и обећао сву могућу тајну подршку и помоћ устаницима, сматрајући да велике силе неће дозволити Краљевини Србији да поновно заузме територије под контролом побуњеника. Истпоставило се да је ова претпоставка била погрешна. На тај начин је и формално формиран први савез ВМРО и Албаније која је први пут била увучена у сукоб са Србијом. На основу подршке коју му је пружио Исмаиљ Ћемали, Милан Матов је у Албанији окупио одређени број наоружаних Албанаца и са њима је извршио упад у Краљевину Србију и организовао становнике Струге, Дебра и Охрида у побуњеничке одреде. Одлуком да тајно помаже ВМРО у борби против Краљевине Србије Исмаиљ Ћемали је практично први пут конфронтирао новостворену државу Албанију са Србијом која је резултовала великим бројем мртвих, рањених и избеглих лица као и великим материјалним разарањима изазваним упадима косовскометохијских качака у Краљевину Србију и тзв. Охридско-дебарским устанком који је организовала ВМРО.
Захваљујући деловању Есад-паше Топтанија, каснијем министру одбране и унутрашњих послова кнежевине Албаније, који је на све начине покушавао и углавном успевао да спречи да Аустроугарска и Бугарска злоупотребе Албанију у конфликтима са Србијом, избегнути су озбиљнији сукоби и још веће крвопролиће, разарања и несреће.

## Егзил и смрт
После државног удара који је 22. јануара 1914. извео Есад-паша Топтани Исмаиљ Ћемали је живео у егзилу у Паризу и писао своју аутобиографију која је објављена после његове смрти. Путовао је у Италију 1918. како би промовисао идеје својих политичких истомишљеника у Албанији и том приликом га је италијанска влада спречила да напусти Италију и задржала га мимо његове воље у хотелу у Перуђи у којем је умро од срчаног удара током вечере.

## О Исмаиљу Ћемалију данас
Упркос чињеници да је Исмаиљ Ћемали био протеран из Османског царства због борбе против Младотурских реформиста, упркос томе што декларација о независности Албаније донета у организацији Исмаиља Ћемалија и Аустроугарске није имала никакав ефекат (па је ред и мир у Албанији до формирања органа власти Кнежевине Албаније одржавао Есад-паша Топтани са својом жандармеријом) и упркос томе што је у једном краћем периоду (током којег је учествовао у власти у Албанији) прихватио да Аустроугарска и Бугарска увуку Албанију у сукобе са Србијом који су изазвали велики број погинулих, рањених и избеглих као и велика материјална разарања, Исмаиљ Ћемали је цењена историјска личност у Албанији.
Лик Исмаиља Ћемалија се налази новчаницама које издаје централна банка Албаније и то на апоенима од 200 албанских лека издаваним у периоду 1992—1996, и на новчаници од 500 албанских лека која је издавана од 1996. године.